# Пальмира (Черкасская область)
Пальмира — посёлок в Золотоношском районе Черкасской области Украины. 

## Географическое положение
Посёлок расположен в 10 км от города Золотоноша.

## История
Посёлок возводился одновременно со строительством Пальмирского сахарного завода и до 2003 года был частью села Вознесенское.
15 мая 2003 года было принято решение Верховной рады Украины присвоить новому населённому пункту Золотоношского района Черкасской области наименование Пальмира. 
29 мая 2003 года Черкасский областной совет взял новообразованный населённый пункт на учёт и подчинил посёлок Пальмира Вознесенскому сельскому совету.
В 2013 году Пальмирский сахарный завод остановил работу и был законсервирован. После признания завода банкротом в 2016 году завод начали разбирать на металлолом.
В сентябре 2017 года общежитие работников сахарного завода передали в коммунальную собственность.